# (10552) Stockholm
(10552) Stockholm est un astéroïde de la ceinture principale.

## Description
(10552) Stockholm est un astéroïde de la ceinture principale. Il fut découvert le 22 janvier 1993 à La Silla par Eric Walter Elst. Il présente une orbite caractérisée par un demi-grand axe de 3,12 UA, une excentricité de 0,20 et une inclinaison de 2,2° par rapport à l'écliptique.

## Compléments